# Velika Loka (gmina Trebnje)
Velika Loka – wieś w Słowenii, w gminie Trebnje. W 2018 roku liczyła 230 mieszkańców.